# Turkická legie

Oficiální vlajka jednotky

Turkická legie byla jednotka turkických dobrovolníků (Kazachů, Uzbeků, Turkménů, Kyrgyzů, Baškirů atd.) bojujících v době druhé světové války na straně Německa.

## Vznik
Jelikož byla německá armáda obecně podzásobena mužstvem, bylo její vedení celkem ochotné do svých řad verbovat dobrovolníky z okupovaných území. Na východní frontě to byli například tzv. Hiwi, kteří často zastávali týlové povinnosti mužů jako kuchaři, řidiči, zásobovači atd. Nedostatek mužů se ale ještě více dotkl jednotek SS, jejíž vedení bylo na dobrovolnících závislé kvůli restrikcím odvodů ze strany Wehrmachtu. Z tohoto důvodu se vedení snažilo pomocí antibolševické a mezi neruskými národy i protiruské propagandy získat dobrovolníky do svých řad.
Za vznik této jednotky může hlavně bývalý osmanský generál Nuri Paša, který byl velkým zastáncem tzv. panturkismu. Poprvé byla zformována v dubnu roku 1942 o síle jednoho praporu v rámci podvratných operací proti SSSR Akce Zeppelin. O rok později již měla sílu 16 praporů s celkovým počtem kolem 16 tisíc mužů. Velel jí německý generál Oskar von Niedermayer.

## Nasazení
Kvůli jejich původu byla divize přemístěna z východní fronty do Itálie a Francie jakožto zabezpečovací jednotky. Od roku 1944 byla nasazena na protipartyzánské operace v severovýchodní Itálii, kde se dopustila několika masakrů na civilistech. 
Na konci války se její muži vzdali britským jednotkám, ale kvůli podmínkám podepsaným na Jaltské konferenci byli převezeni zpět do Sovětského svazu. Tam byli buď rovnou zastřeleni nebo posláni do gulagů.